# Микола Гедда
Микола Ге́дда, повне ім'я Гаррі Гу́став Микола Ге́дда (швед. Harry Gustaf Nikolai Gedda) — відомий шведський оперний співак (тенор).

## Біографія

### Дитинство
Народився Микола Гедда 11 липня 1925 року в Стокгольмі в шведсько-російській родині. Його мати, Ольга Гедда, народилася в Ризі, а батько, Михайло Устінов, був з Новочеркаська. В 20 років Гедда дізнався, що його біологічними батьками були брат Ольги Микола Гедда і шведка Клері Ліннеа Ліндберг.
Коли йому було 5 років, його сім'я переїхала до Німеччини. Саме в Лейпцизі пройшло його дитинство, і саме тут він почав співати в хорі, яким керував його батько. З приходом до влади Гітлера його сім'я повернулася до Швеції.

### Шлях до слави
Однак серйозно займатися співом Гедда став значно пізніше, аж у 1949 році. Його навчав відомий вокаліст і педагог Карл Еман. Потім Микола Гедда навчався в оперній школі при музичній академії у Стокгольмі. Дебют Гедди відбувся в 1951 році в опері Генріха Зютермайстера «Червоний чобіт», а через рік він виконав партію Шаплен в опері Адана «Листоноша з Лонжумо», яка принесла йому популярність. У 1953 році Гедда вперше виступив у театрі «Ла Скала», виконавши партію Дона Оттавіо в «Дон Жуані». Успіх супроводжував Гедду і в партії Герцога в «Ковент Гардені» (1954 рік) і «Гранд-Опера».
Протягом 22 років, починаючи з 1957 року, Гедда був провідним солістом театру «Метрополітен Опера» (дебютував з партії Фауста) у Нью-Йорці. Тут же в 1958 році з успіхом співав у світовій прем'єрі «Ванесси» Барбера (партія Анатоля). У 1962 році виконав у Відні партію Таміно у «Чарівній флейті». У 1967 році на віденському фестивалі співав з Сазерленд в опері «Душа філософа, або Орфей та Еврідіка» Гайдна. За цей час співак виконав практично весь теноровий репертуар як в класичних операх (Герман, Ленський, Фауст, Лоенгрін та ін.), так і в сучасних постановках (наприклад, на прем'єрі опери Менотті «Останній дикун»).
Гедда говорив і співав на семи мовах, якими володів досконало. Його репертуар воістину безмежний і включає в себе музику від церковного співу до оперет. Крім оперної кар'єри, співак аж до 1990-х років давав численні сольні концерти і робив записи.
У 1978 році вийшла в друк його книга спогадів «Gåvan är inte gratis» («Дар не дається безкоштовно»).
Вперше Микола Гедда виступив в Росії 20 березня 1980 року, коли на сцені Великого театру він виконав партію Ленського в опері «Євгеній Онєгін». Микола Гедда кілька разів виступав у Москві та Санкт-Петербурзі. Серед його численних титулів і звань — «Придворний соліст Шведського Королівського Двору», «Принц всіх тенорів», «Золотий голос століття». Його ім'я внесено до книги «Сто найкращих вокалістів світу», і це багато про що говорить.